# Ben Webster

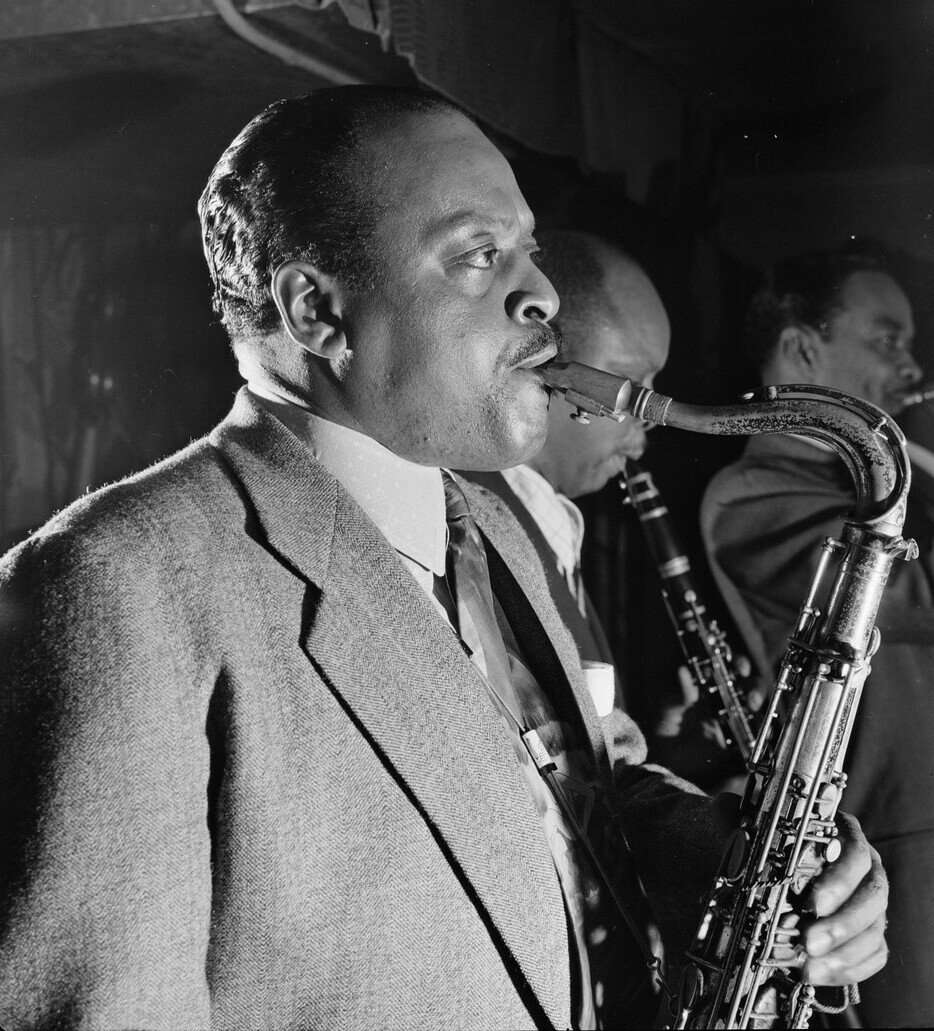
Ben Webster, 1946

Benjamin Francis „Ben“ Webster (* 27. März 1909 in Kansas City, Missouri; † 20. September 1973 in Amsterdam, Niederlande) war ein US-amerikanischer Tenorsaxophonist des Jazz, der gelegentlich auch Piano und Klarinette spielte. Er wird ähnlich wie Coleman Hawkins und Lester Young als einer der großen Tenorsaxophonisten der Swing-Epoche angesehen. Seine Spielweise variierte vom manchmal gehauchten Ton in Balladen bis zum „kehlig-krächzenden Vibrato“ bei schnelleren Tempi. Bekannt wurde er vor allem durch seine Soli im Duke Ellington Orchestra von 1940 bis 1943 und später als ein meisterhafter Interpret von Balladen. Seine Spitznamen waren Frog und Brute.

## Leben
Am 27. März 1909, im Hause 2441 Highland Avenue in Kansas City (Missouri), gebar Mayme Barker Webster als ihren einzigen Sohn. Sein Vater, Walter Webster, lebte zu dieser Zeit in Chicago und war als Kellner in den Speisewagen der Pullman Company angestellt. Schon vor Bens Geburt war die Ehe hauptsächlich aufgrund von Gewalttätigkeit und Alkoholismus des Vaters gescheitert; das Ehepaar hatte sich getrennt und Mayme hatte wieder ihren Geburtsnamen Barker angenommen. Mayme Barker war ausgebildete Lehrerin, und Ben wuchs in Kansas City im Hause 1222 Woodland Avenue zusammen mit seiner Mutter und seiner Großmutter mütterlicherseits auf, die ihn nach seinen Aussagen stark verwöhnten und ihm jeden Wunsch erfüllten.

### Anfänge als Musiker
Websters Mutter gab Musikstunden in der Schule und spielte zu Hause auf dem Klavier, aber es war seine Großtante Joyce Cockrell, die sein musikalisches Talent entdeckte und ihm auf ihrem Klavier den ersten Musikunterricht gab. Ben Webster hatte ein absolutes Gehör und konnte bereits als Kind Stücke, die er im Radio gehört hatte, nachspielen. Damit stieß er auf keine Gegenliebe bei seiner Mutter, die ihn lieber als klassischen Violinisten gesehen hätte und ihm deshalb Violinlektionen bei Charles Watts geben ließ. Ben hasste sowohl die Violine als auch die Violinetüden und spielte auf dem Klavier nach Gehör populäre afroamerikanische Musik, sobald sich eine Chance dafür ergab.
Der später bekannte Jazzpianist Pete Johnson wohnte in der Nachbarschaft (1215 Woodland Avenue) und gab Ben gelegentlich Nachhilfe. Vor allem schulte er Websters linke Hand. Bis 1921 besuchte Ben die Attucks Elementary School und wechselte dann zur Lincoln High School, wo er sich als Violinist dem Schulorchester anschloss. 1925 und 1926 studierte er auf der Wilberforce University nahe Xenia, Ohio; dort traf er auf den Pianisten Horace Henderson, der ein Orchester mit dem Namen Wilberforce Collegians gründete. Ben spielte in diesem Orchester, bei dem er als Hilfskraft (bandboy) fungierte, nur gelegentlich Klavier; Henderson erinnert sich an einen Blues in Fis, wo er angeblich nur auf den schwarzen Tasten spielte. Beeindruckt von Pianisten wie Fats Waller und Duke Ellington entwickelte er weiter seine Fähigkeiten als Stride-Pianist und bekam bald seine ersten Engagements in den Clubs von Kansas City im Bereich Twelfth Street and Vine, entweder als Solopianist oder mit seiner eigenen Band Rooster Ben and His Little Red Hens.

### Erste Engagements
In den Jahren 1927 und 1928 machte Ben Webster sich als Pianist einen Namen und schloss sich verschiedenen Territory Bands an: Clarence Love aus Kansas City, Brethro Nelson aus Enid (Oklahoma) und Dutch Campbell in Amarillo (Texas). 1928 arbeitete er als Pianist für Stummfilme in Amarillo. In dieser Zeit traf er den Saxophonisten Budd Johnson. Dieser war Mitglied der Band von Eugene Coy and his Original Black Aces; durch ihn wurde Websters Interesse für das Saxophon geweckt. Er bat Johnson, ihm die Tonleitern auf dem Saxophon beizubringen, und Johnson brachte ihm das Saxophon-Solo von Frankie Trumbauer über Singin’ the Blues bei, das damals bei allen Saxophonisten sehr beliebt war. Daraufhin lieh sich Ben ein Altsaxophon und begann darauf täglich mehrere Stunden zu üben – neben seiner Arbeit als Pianist in den Kinos.
Als 1929 Willis Handy Young (der Vater von Lester Young) mit seiner Family Band nach Amarillo kam, wurde Webster auf eigene Initiative Mitglied der Band. Er erhielt ein Altsaxophon (als Leihgabe von Lester Youngs Schwester Irma), Lester Young und Webster übten zusammen, wobei Young ihm nicht nur die Technik beibrachte, sondern auch Notenlesen und Musiktheorie. Ende 1929 hatte die Young-Band mit Ben Webster ein Engagement im East Land Park in Phoenix (Arizona). Von dort wechselte Webster wieder zu Eugene Coy Original Black Aces als Altsaxophonist und bekam dort sein erstes eigenes Instrument; er beschrieb später diese Zeit als sein erstes Engagement als Saxophonist.

### Die 1930er Jahre
Im Frühjahr 1930 verließ der Tenorsaxophonist Harold Coleman die Band von Coy, und Webster wechselte vom Alt- zum Tenorsaxophon. Im Herbst 1930 schloss sich Webster in Tulsa (Oklahoma) dem Cotton Club Orchestra von Jasper „Jap“ Allen an, das ein Engagement in Kansas City angenommen hatte. Als Allen im März 1931 wegen der wirtschaftlichen Depression sein Orchester verkleinern wollte, erhielt Webster (wie fünf weitere Musiker der Band) das Angebot, sich der Band von Edgar Battle anzuschließen, der Begleitband von Sängerin Blanche Calloway. Mit dieser Band machte er im selben Monat seine ersten Schallplattenaufnahmen. Nach Stationen an der Ostküste einschließlich New York schloss sich Webster in Kansas City dem größten einheimischen Orchester, Bennie Motens Kansas City Orchestra, an. In dieser Zeit entwickelte dieses Orchester das, was man später Kansas City Style nannte, im Wesentlichen die gleiche rhythmische Betonung aller vier Schläge im Takt (im Gegensatz zum vorherrschenden Two-Beat-Jazz), die Herausbildung von Riffs seitens der Bläsergruppen und bluesbetonte Kompositionen. Dieses Orchester ging auf ausgedehnte Tourneen und machte am 13. Dezember 1932 in Camden, New Jersey eine Reihe von Aufnahmen, die auch heute noch als Sternstunden des frühen Kansas City Jazz gelten. Im Januar 1933 verließ er das Moten-Orchester und fand für kurze Zeit Arbeit im Sunset-Club in Kansas City mit einer kleinen Gruppe, deren Sänger Big Joe Turner war.
Kurz darauf heuerte Andy Kirk Webster für seine Twelve Clouds of Joy an, zu der auch die Pianistin Mary Lou Williams gehörte. Am 18. Dezember 1933 besuchte das Fletcher-Henderson-Orchester Kansas City. Im Anschluss an ein Konzert begaben sich der Tenorsaxophonist Coleman Hawkins und der Bassist John Kirby zum Cherry Blossom, wo sich eine ganze Nacht lang eine berühmt gewordene Jamsession mit den besten Tenorsaxophonisten von Kansas City, insbesondere Lester Young, Herschel Evans, Dick Wilson, Herman Walder und Ben Webster abspielte.
Aufgrund dieser Session wurde Webster von Fletcher Henderson und den anderen Musikern aus diesem Orchester als ein Tenorsaxophonist wahrgenommen, der Coleman Hawkins in der Spielweise und im Ton sehr nahekam. Hawkins verließ nach einigen Monaten Henderson und begab sich nach Europa; als sein Ersatz wurde Lester Young eingestellt, dessen Stil aber nicht so gut zum Henderson-Orchester passte. Im Juli 1934 verständigten sich Fletcher Henderson und Andy Kirk auf einen Austausch der Tenoristen: Lester Young kam zu Kirk und Ben Webster zu Henderson. Webster hat die Zeit bei Henderson als seine musikalisch bisher schwierigste bezeichnet, es wurden hohe Anforderungen beim Notenlesen gestellt, eine harte Schule für ihn. Die Aufnahmen aus dieser Zeit belegen aber seine großen Fortschritte in Technik, Rhythmik und Tongebung. Das Orchester wurde Anfang November 1934 aus finanziellen Gründen aufgelöst; Webster wurde wie weitere Musiker von Benny Carter verpflichtet, dessen Orchester am 13. Dezember 1934 einige Aufnahmen mit Kompositionen und Arrangements des Leiters von hervorragender Qualität einspielte. Dennoch musste Carter Anfang Januar 1935 das Orchester auflösen. Bens nächster Arbeitgeber war der populäre Tänzer und Sänger Willie Bryant, mit von der Partie waren Benny Carter, der Pianist Teddy Wilson und der Schlagzeuger Cozy Cole. Dieses Orchester war sehr populär, vor allem in New Yorks Apollo Theater, und es machte auch Aufnahmen. Während seiner Zeit bei Bryant (bis Mitte August 1935) machte er Aufnahmen mit diversen Studiogruppen, etwa mit dem Sänger Bob Howard und seine ersten Aufnahmen mit Billie Holiday. Mit der Sängerin ging er eine Liaison ein, die jedoch nicht lange bestand: Das Paar verlobte sich, und Ben stellte seine Braut seiner Familie vor, dabei kam es nach Bens Schilderung aufgrund von Billie Holidays Verhalten zu einem Eklat, und das Paar kehrte fluchtartig nach New York zurück; die Verlobung löste sich daraufhin bald.
Am 18. August 1935 machte er seine ersten Aufnahmen mit Duke Ellington, wo er für zwei bis drei Wochen Barney Bigard ersetzte. Im September 1935 wurde er von Cab Calloway in sein Orchester gerufen, das damals populärste und am besten bezahlte Orchester. Bevor er Calloway im Juli 1937 verließ, um sich Fletcher Henderson anzuschließen, beteiligte er sich noch an einigen Studioaufnahmen, so mit Duke Ellington am 29. Juli 1936, mit Billie Holiday und Teddy Wilson im Oktober, November, Dezember 1936 und Januar 1937, mit Mildred Bailey November 1936, mit Haven Johnson Januar 1937. Im Mai 1938 verabschiedete er sich abrupt von Henderson und schloss sich kurzfristig einer kleineren Formation von Stuff Smith im New Yorker Onyx Club an, um im August in Roy Eldridges Orchester zu spielen. Webster schloss sich April 1939 der kleinen Big Band von Teddy Wilson an; daneben kam es zu Studioaufnahmen mit Lionel Hampton und mit Mildred Bailey.

### Bei Duke Ellington (1940–1943)
Ende Januar 1940, nach der Auflösung der Teddy Wilson Big Band, wurde Webster in Boston von Duke Ellington engagiert, der zuvor im Saxophonsatz noch keinen ständigen Tenorsaxophonisten beschäftigt hatte. Daher gab es in Ellingtons Arrangements keine ausgeschriebenen Stimmen für das Tenorsaxophon; Webster war gezwungen, sich seine eigenen Noten zu erspielen. Einige Monate vorher war der überragende Bassist Jimmy Blanton zu Ellington gestoßen, und sowohl Blanton als auch Webster veränderten den Sound des Ellington Orchesters erheblich. Diese Epoche des Ellington-Orchesters wird in der Jazzforschung „The Blanton-Webster Band“ genannt, u. a. zu hören in dem Live-Mitschnitt des Konzerts in Fargo, North Dakota 1940 und auf der Kompilation The Blanton-Webster Band. Webster spielte in dieser Zeit eine beträchtliche Anzahl von Soli in Stücken wie „Conga Brava“, „Cotton Tail“, „Bojangles“, „All Too Soon“, „Chloe“ und weiteren. Er selbst hat später diese Jahre bei Ellington als seine besten bezeichnet. Das Engagement endete abrupt im August 1943, nachdem es nach seinen eigenen Aussagen sogar zu öffentlichen Handgreiflichkeiten seinerseits gegen Ellington gekommen war. Die Probleme zwischen Webster und dem Bandleader begannen bereits im Frühjahr 1943 aufgrund von Websters zunehmendem Alkoholismus und seiner damit einhergehenden Prahlsucht. Eines Tages erschien Webster zu früh zu einem Konzert, betrat Dukes Garderobe und zog sich in dessen Abwesenheit eines von Dukes Jackets an, das für ihn zu klein war und deshalb auseinanderriss. Das Fass zum Überlaufen brachte ein Vorfall Anfang August 1943: Es gehörte zu Websters Gewohnheiten, bei Konzerten nach der Pause Ellingtons „The Band Call“ auf dem Flügel zu spielen, jedoch an diesem Tage wollte er den Platz für den dann die Bühne betretenden Ellington nicht freigeben. Dieser versuchte ihn vom Pianostuhl zu verdrängen, was Webster mit einem kräftigen Hieb beantwortete, mit der Folge, dass Ellington vor den Augen des Publikums von der Bühne fiel.

### Als Freelancer in den Vereinigten Staaten (1943–1964)

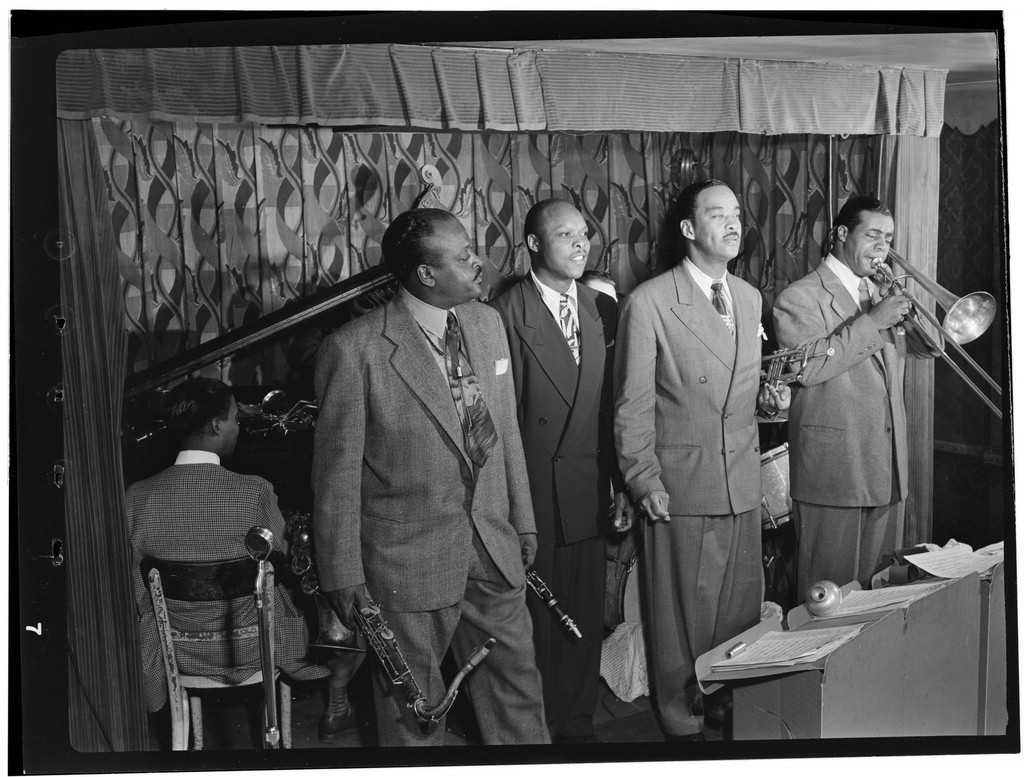
Ben Webster (links) mit Eddie Barefield, Buck Clayton und Benny Morton bei einem Auftritt im Famous Door, NYC, vermutlich Oktober 1947.
Fotografie von William P. Gottlieb

Webster startete, zum ersten Mal mit einer eigenen Gruppe, im Three Deuces in New York, und wurde im November 1943 und Januar 1944 von Woody Herman für einige Studioaufnahmen verpflichtet. Am 8. Februar 1944 machte er seine ersten Aufnahmen unter eigenem Namen, zusammen mit dem Trompeter Hot Lips Page. 1944 wechselte er häufig das Personal in seinen Gruppen und machte eine Reihe von Aufnahmen sowohl unter eigenem Namen als auch mit James P. Johnson, Cozy Cole, Sidney Catlett, Walter Thomas; von Mai bis Juli 1944 fand er Arbeit im John Kirby Sextett. Die Jahre 1945 bis 1947 verliefen ähnlich; auch hier nahm er als Sideman auf mit Benny Morton, Walter Thomas, Teddy Wilson, Hot Lips Page, Pete Johnson, Tony Scott, Bill De Arango, Benny Carter, Al Hall und anderen. Im Oktober 1948 traf er auf Duke Ellington, der ihn wieder (zuerst auf Probe) für sein Orchester verpflichtete. Die äußeren Umstände im Ellington-Orchester hatten sich jedoch seit 1943 verändert, es gab nun beispielsweise einen zweiten Tenorsaxophonisten im Orchester, zuerst Al Sears und später Charlie Rouse, sodass die Freiräume für Soli für Ben unbefriedigend waren; er hatte einfach nicht mehr den gewohnten Starstatus.
Im Gegensatz zu manchen Musikern aus seiner Generation war er dem Bebop gegenüber aufgeschlossen (1944 spielte für kurze Zeit Charlie Parker in seiner Gruppe), und er fand durchaus anerkennende Worte für Musiker wie John Coltrane, dessen Konzerte im New Yorker Birdland er besuchte und mit dem er mehrfach fotografiert wurde. Billy Eckstine berichtet, dass Webster Charlie Parker, als er ihn das erste Mal in Minton’s Playhouse spielen hörte, das Saxophon mit den Worten wegnahm, dass er wohl verrückt wäre mit einer so hohen Geschwindigkeit zu spielen, ihn aber noch in derselben Nacht als kommenden Star-Tenor anpries.
Sein fehlender Status als Star führte ebenso wie die sich für ihn verschlechternden Arbeitsmöglichkeiten in New York dazu, dass er im Sommer 1949 nach Kansas City ging, wo die Lage nicht viel besser war. Immerhin konnte er an mehreren Aufnahmen teilnehmen, mit Bus Moten, Jay McShann/Walter Brown und Pee Wee Crayton. Er fand Engagements im Parkview Hotel und im Flamingo Club, gelegentlich zusammen mit dem Tenorsaxophonisten Harold Ashby und auch mit einer Gruppe von Jay McShann, mit dem er im Oktober 1951 einige Stücke im echten Kansas City Stil einspielte.
Im Herbst 1951 zog Webster mit seiner Familie nach Los Angeles, wo er Arbeit in einem Hotel fand; im Dezember 1951 nahm er dort an einer Rhythm-and-Blues-betonten Aufnahmesession mit dem Orchester von Johnny Otis teil und hatte eine Aufnahmesession unter eigenem Namen. Januar 1952 arbeitete er in den Aufnahmestudios als Sideman bei Little Esther Phillips, Pete „Guitar“ Lewis, Dorothy Ellis, Dinah Washington. In Benny Carters Orchester spielte er die Musik zum Film „Clash by Night“ ein. Carter und Webster spielten häufiger zusammen; beide nahmen dann im Juni 1952 an der ersten Session von Norman Granz’ Jam Session-Serie teil. Nach seinem Umzug im Herbst nach New York verpflichtete Granz Webster für einige Aufnahmen, unter anderem mit Johnny Hodges und Slim Gaillard. In New York arbeitete Webster in Snookie’s Café, Minton’s Playhouse, Flame Melody Room, und Birdland, und mit Count Basie im Apollo Theater und im Bandbox.
In der Jazzkritik besteht Übereinkunft darin, dass mit Beginn der 1950er bis in die 1960er Jahre Ben Webster seinen künstlerischen Höhepunkt erreicht hatte. Nach dem abflauenden Interesse für den Bebop ergaben sich wieder bessere Arbeitsbedingungen für ihn durch den sich dann entwickelnden Mainstream-Jazz. Norman Granz verpflichtete Webster exklusiv für seine Label Norgran und Verve. Seine große musikalische Reife zeigt sich überzeugend in Alben wie King of the Tenors (1953), Music with Feeling und Music for Loving (1954) oder Ben Webster with Strings (1955). Außerdem ging Webster 1953 und 1954 mit Jazz at the Philharmonic auf Tournee. Als Sideman machte er Studioaufnahmen mit:
- 1954: Gene Krupa, Johnny Hodges, Illinois Jacquet
- 1955: Buddy Rich
- 1956: Billie Holiday, Ella Fitzgerald, Harry „Sweets“ Edison, Art Tatum, Buddy Bregman
- 1957: Billie Holiday, Woody Herman, Red Norvo, Buddy Rich, Harry „Sweets“ Edison, Benny Carter, Billy Daniels, Ella Fitzgerald, Barney Kessel, Bill Harris, Coleman Hawkins, Rex Stewart
- 1958: Donna Hightower, Johnny Hodges, Michel Legrand, Mercer Ellington, Mundell Lowe, Carmen McRae, Eugenie Baird
- 1959: Johnny Hodges, Joe Williams, Count Basie, Jimmy Witherspoon, Gerry Mulligan
- 1960: Maxwell Davis, Nancy Wilson, Johnny Hodges, Jo Stafford, Helen Humes, Jon Hendricks, Jimmy Rushing, Clarence „Big“ Miller
- 1961: Anita O’Day, Johnny Hodges, Richard „Groove“ Holmes, Jimmy Witherspoon, Kay Starr
- 1962: Jimmy Witherspoon, Benny Carter/Barney Bigard, Frank Sinatra, Harry Edison
- 1963: Clark Terry, Joe Williams
- 1964: Sylvia Syms, Clark Terry, Lionel Hampton, Oliver Nelson

### England, Niederlande und Dänemark (die letzten Jahre)
Anfang bis Mitte der 1960er Jahre änderte sich unter dem massiven Einfluss von John Coltrane wiederum die Jazzszene, und für Ben wurde es immer schwerer gut bezahlte Jobs zu bekommen. Der schwedische Bassist Simon Brehm gab ihm den Rat, Arbeit in Europa zu suchen, wo Ben Webster Popularität besaß. Im Herbst 1964 erhielt er das Angebot, vier Wochen in Ronnie Scott’s Jazz Club in London als Gastsolist aufzutreten. Danach folgten 1965 Engagements in Schweden, Dänemark, Norwegen, Deutschland (Berliner Jazztage am 30. Oktober 1965 mit den „Gerry Mulligan All Stars“) und Frankreich (Paris Jazz Festival), fast alle mit lokalen Begleitmusikern stark unterschiedlicher Qualität. Webster ließ sich zunächst in Kopenhagen nieder und spielte häufig zusammen mit dem Pianisten Kenny Drew, dem Bassisten Niels-Henning Ørsted Pedersen und dem Arnvid Meyer Orchester. Im Mai 1966 zog er nach Amsterdam um, was für Auftritte in Mitteleuropa zentraler lag. Im Juli 1966 trat er gemeinsam mit Duke Ellington und Ella Fitzgerald beim Jazz Festival in Juan-Les-Pins, Frankreich, auf. 1967 bis 1969 folgten Auftritte in den Niederlanden, Dänemark, England, Schweiz, Belgien, Finnland, Norwegen, Polen, Italien und Deutschland. Im April 1969 ließ er sich wieder in Kopenhagen nieder und tourte in den folgenden Jahren ausgiebig meist in Skandinavien. Die folgenden Jahre bis zu seinem Ableben 1973 verliefen meist nach diesem Muster. Höhepunkte waren gemeinsame Auftritte mit Teddy Wilson, Bill Coleman, Charlie Shavers, Benny Carter, Harry Edison, Oscar Peterson, Dexter Gordon und ein letztes Treffen als Gastsolist mit Duke Ellington bei einigen Konzerten in Kopenhagen und Schweden im November 1971. Herausragend war sein Gastauftritt 1970 in dem dänischen Film Quiet Days in Clichy (Regie Jens Jørgen Thorsen), der Verfilmung des erotischen Romans von Henry Miller. Am 14. Dezember 1972 gab Webster mit dem Trio von Oscar Peterson beim NDR Jazzworkshop in Hannover ein umjubeltes Konzert. Im Sommer 1973 verschlechterte sich sein Gesundheitszustand aufgrund von chronischem Alkoholmissbrauch und Diabetes.

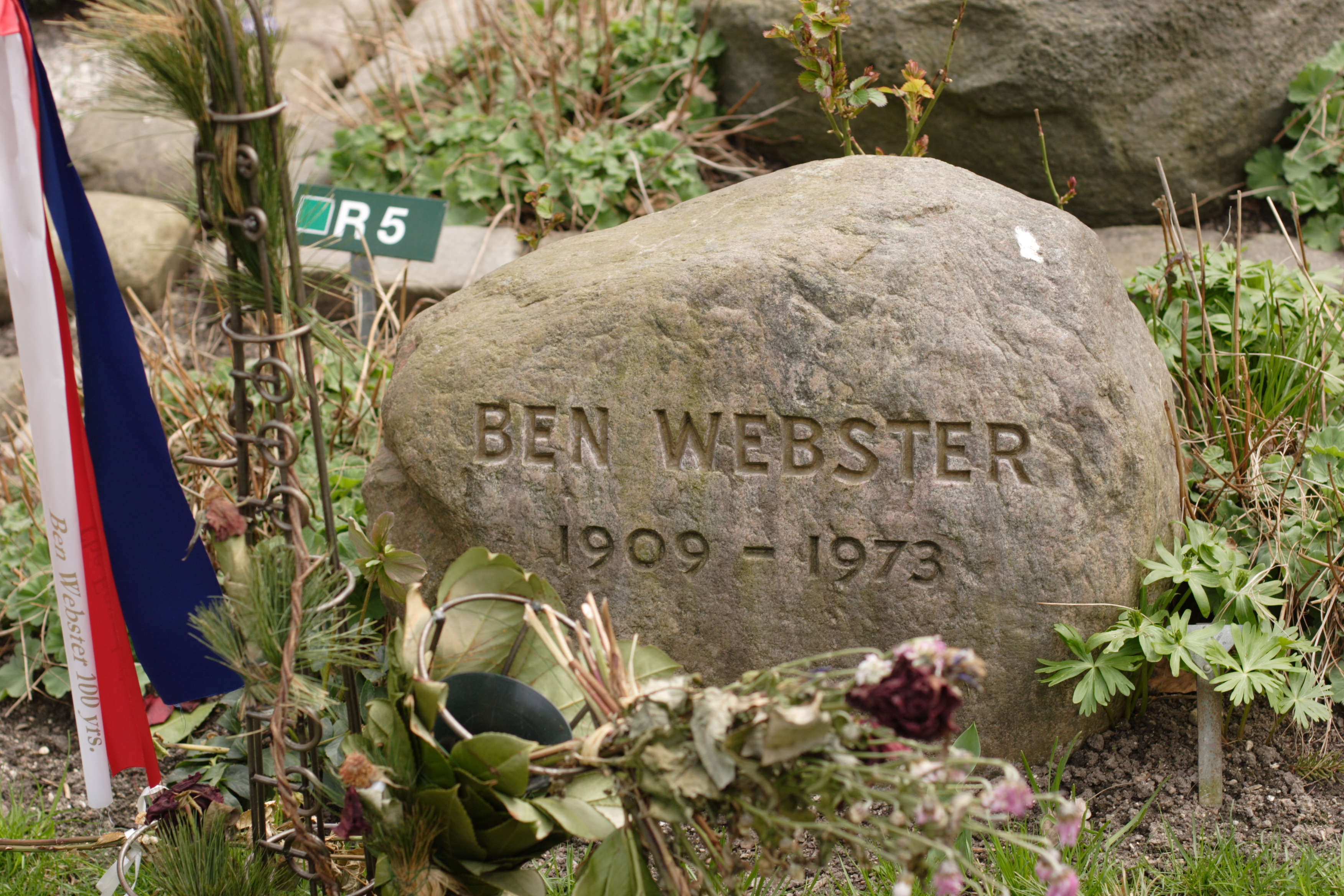
Grabstätte von Ben Webster

Seinen letzten Auftritt hatte er am 6. September 1973 in Leiden/Niederlande; in der darauf folgenden Nacht erlitt er einen Gehirnschlag und verstarb am 20. September 1973 im Lucas Krankenhaus in Amsterdam. Er liegt auf dem Assistens Kirkegård im Kopenhagener Stadtteil Nørrebro begraben.
Ein Teil seines Nachlasses (Schallplatten, Tonbänder, Fotos, Dias, Filme sowie Memorabilien) befindet sich im Jazz Archiv der Syddansk Universitetsbibliotek in Odense in Dänemark. Ben Webster hinterließ keine direkten Erben; die Rechte an seinen Aufnahmen wurden nach seinem Tod auf die „Ben Webster Foundation“ in Dänemark übertragen, die damit Konzerte und Jazzveranstaltungen sponsert und jedes Jahr den Ben Webster Prize vergibt.

## Persönlichkeit

Ben Webster (1943)

Personen, die mit Webster zu tun hatten, beschreiben seine Persönlichkeit als „zwiespältig“. In der Literatur wird vermutet, dass die Gründe dafür in seiner Herkunft liegen: Seine Gutmütigkeit, Hilfsbereitschaft und Musikalität verdankte er möglicherweise seiner Mutter, die dunkleren Seiten wie gelegentlicher Jähzorn und Brutalität sowie Trunksucht sollen ihre Ursprünge vom Vater her haben. Seine Vorliebe für Alkohol hatte er bereits seit seiner Jugendzeit; sie verfolgte ihn mehr oder weniger sein ganzes Leben. Ben Webster war kräftig gebaut und hatte in seinen jungen Jahren viel Sport ausgeübt, beispielsweise Schwimmen und Baseball, und diese gute körperliche Konstitution half ihm in seinem strapaziösen Leben. Nach Meinung vieler Zeugen war er nach reichlichem Alkoholgenuss oft unberechenbar und neigte zu Gewalttätigkeiten. Auf der anderen Seite hatte er einen Hang zu Sentimentalität und konnte, auch auf der Bühne, manchmal seine Tränen nicht zurückhalten.
Eine gute Einsicht in seine Interessen außerhalb seines Musikerdaseins gibt ein Blick auf seine materielle Hinterlassenschaft. Neben seiner Musiksammlung (45 78er, 211 LPs, 12 Acetate, 137 Tonbänder) sprechen 1600 Dias, 20 Schmalfilme und 700 Photos für sein privates Hauptinteresse. Er filmte und fotografierte Städte und Landschaften, häufig durch Eisenbahn- und Autofenster, Menschen auf den Straßen durch seine Wohnungsfenster, und vor allem Tiere, z. B. Katzen in seiner Nachbarschaft und kleine und große Tiere in zoologischen Gärten. Für die Zoos in Amsterdam und Kopenhagen hatte er Dauerkarten und besuchte sie sehr häufig, und auch die Zoos in anderen Städten waren für ihn interessant.
In seiner Schallplattensammlung findet man einige LPs mit überraschenden Themen: Eine Schallplatte mit Reden von Eleanor Roosevelt, die sich mit der Sozialreformbewegung befassen, ebenso eine mit Reden von Martin Luther King, eine mit den Motorengeräuschen aller Mercedes-Benz-Rennwagen und, etwas weniger überraschend, eine Schallplatte mit Aufnahmen der Geräusche von zahlreichen Eisenbahnzügen in den USA. Aus den Schallplatten und den Tonbändern geht hervor, dass er ein breites Interesse für viele Musikrichtungen hatte: Besonders stark vertreten sind Louis Armstrong, Duke Ellington, Charlie Parker und viele Pianisten, hier dominierend die von ihm verehrten Fats Waller und Art Tatum, aber auch klassische Musik, z. B. Strawinsky. Aus den bei ihm gefundenen Unterlagen geht hervor, dass er seit den 1930er Jahren bis zu seinem Ableben Mitglied der Freimaurer war. Ein weiteres Freizeithobby war das Billardspiel; nach Augenzeugen beherrschte er das Spiel sehr gut, und nach eigenen Aussagen – vielleicht ironisch gemeint – war er ein besserer Billardspieler als Tenorsaxophonist.

## Seine variierenden Spielweisen
Webster war einer der wenigen Saxophonisten, die einen ganz persönlichen Ton hatten, der meist unverwechselbar sofort zu erkennen ist. Dieses gilt vor allem bei seiner Darbietung von Balladen und Stücken im Medium-Tempo, der von ihm gelegentlich praktizierte, fast nur noch gehauchte Ton mit breitem Vibrato ist sein Markenzeichen geworden. Er war aber auch in der Lage, diesen Ton unmittelbar zum Harten und Brutalen zu ändern. In schnelleren Stücken machte er oft Gebrauch von einem Growl ganz spezieller, für ihn typischer Art. Sein erstes Vorbild bei der Tongebung war Coleman Hawkins, später versuchte er nach eigenem Bekunden, den Ton von Johnny Hodges auf sein Tenorsaxophon zu modellieren. Im Allgemeinen kann man sagen, dass Websters Ton und Spielweise zwischen Coleman Hawkins mit dessen breitem Ton und ausgeprägtem Staccato-Spiel und Lester Young mit seinem glatteren Ton und Legato-Spiel liegt, eine geglückte Kombination.

## Einfluss auf andere Musiker
Im Unterschied zu seinen Zeitgefährten Coleman Hawkins und Lester Young war Ben Webster kein eigentlicher Neuschöpfer oder Stilbildner. Trotzdem gab und gibt es eine Ben Webster–Schule. Sowohl Hawkins als auch Young fanden eine große Anzahl Kopierer, deren Spielweise sich oft vom Original nicht mehr unterscheiden ließ, bei Webster ist das anders insofern, als sein Ton nach wie vor unverwechselbar und so gut wie nicht im perfekten Sinne zu kopieren ist. Bereits in den 1940er Jahren gab es aber einige Saxophonisten, die seinen rauchigen Ton und seine Spielweise zu kopieren versuchten, in den folgenden Jahrzehnten waren es u. a. Harold Ashby, Scott Hamilton und zuletzt Harry Allen. Auch Paul Gonsalves lernte alle Soli von Ben aus der Ellingtonzeit auswendig zu spielen. John Coltrane war daran interessiert, die genaue Tonbildung von Webster auf dem Tenorsaxophon, die er bewunderte, herauszubekommen.

## Wichtigste Aufnahmen
Aus den 1930er Jahren gibt es keine historisch wichtigen Aufnahmen; diese beginnen erst mit seiner Zeit bei Duke Ellington. Hier ist vor allem zu nennen Cotton Tail mit Websters berühmtem Solo und dem anschließenden von ihm arrangierten Saxophonensemble-Chorus, ferner die Ballade All Too Soon, die vielleicht sein erstes Balladen-Meisterstück war. Aus den 1950er und 1960er Jahren sind zu erwähnen:
- Ben Webster Sextet (27. Dezember 1951) auf Mercury
- „King of the Tenors“ (21. Mai 1953) auf Clef/Verve
- Art Tatum-Ben Webster Quartet (11. September 1956) auf Verve (Tatum’s letzte Aufnahme-Session)
- The Red Norvo Sextet (18. Januar 1957) auf RCA-Victor
- „Soulville“ (15. Oktober 1957) auf Verve
- Coleman Hawkins Encounters Ben Webster (16. Oktober 1957) auf Verve
- Gerry Mulligan meets Ben Webster (3. November und 2. Dezember 1959) auf Verve
- Ben Webster meets Oscar Peterson (6. November 1959) auf Verve
- „See You at the Fair“ (11. und 25. März 1964) auf Impulse
- Ben Webster meets Don Byas (1. und 2. Februar 1968, Villingen (Schwarzwald))

Von seiner Zeit in Europa 1964 bis 1973 gibt es eine ganze Reihe guter Aufnahmen, doch nur wenige, die an die hohe Qualität der oben genannten herankommen, zumal relativ wenige Studio-Aufnahmen in dieser Zeit mit ihm produziert wurden. Erwähnenswert sind die Aufnahmen mit dem Arnvid Meyer Orchester aus 1965, von denen er Duke Ellington am Telefon begeistert berichtete: „Right Out of Kansas City“.

## Diskographische Hinweise
- 1953: King of the Tenors (Verve) mit Sweets Edison, Benny Carter, Oscar Peterson, Barney Kessel, Herb Ellis, Ray Brown, Alvin Stoller[28]
- 1954: Music for Loving (Verve, 1954–55) mit Harry Carney, Teddy Wilson, Billy Strayhorn, Billy Bauer, George Duvivier, Jo Jones
- 1955: Soulville (Verve) mit O. Peterson, B. Kessel, Herb Ellis, R. Brown, J.C. Heard, Stan Levey
- 1958: The Soul of Ben Webster (Verve, 1957–58) mit Art Farmer, Roy Eldridge, Vic Dickenson, Johnny Hodges, O. Peterson, Milt Hinton, Jimmy Woode
- 1959: Ben Webster and Associates (Verve) mit Coleman Hawkins, Budd Johnson, Roy Eldridge, Jimmy Jones, Les Spann, Ray Brown, Jo Jones
- 1959: Ben Webster Meets Gerry Mulligan (Verve)
- 1959: Ben Webster Meets Oscar Peterson (Verve, 1959) mit Ray Brown, Ed Thigpen
- 1962: Ben and Sweets (Columbia Records) mit Harry Sweets Edison, Hank Jones, George Duvivier
- 1963: Soulmates (OJC, 1963) mit Thad Jones, Bob Cranshaw, Mickey Roker
- 1965: Stormy Weather, Gone with the Wind (Black Lion) mit Kenny Drew, Niels-Henning Ørsted Pedersen, Alex Riel
- 1965: The Jeep Is Jumping (Black Lion)
- 1966: Big Ben Time (Philips) mit Dick Katz, Tony Crombie
- 1969: At Work in Europe (Prestige, ed. 1973) Doppel-LP mit Cees Slinger bzw. Frans Wieringa bzw. Kenny Drew senior, Rob Langereis bzw. Niels-Henning Ørsted Pedersen, Peter Ypma bzw. Makaya Ntshoko
- 1970: No Fool, No Fun (Spotlite) Proben mit der Danish Radio Big Band
- 1972: Oscar Peterson & Ben Webster During This Time (MIG)

## Filmographie
Gastauftritt in dem Film von Jens Jorgen Thorsen (DK) „Stille Tage in Clichy“; 1969

### DVD
- Duke Ellington: The Centennial Collection. (Bluebird 82876 60091 2)[29]
- The Greatest Jazz Films Ever (Idem IDVD 1059)[30]
- Jimmy Witherspoon/Ben Webster & Jimmy Rushing. (Jazz Casual Idem IDVD 1002)[31]
- Big Ben. Ben Webster in Europe (Eforfilms 2869043) Film von Johan van der Keuken/NL 1967 (über Ben Webster in Amsterdam)
- Ben Webster in Denmark 1965–1971 (Universal 0602517546424)[32]
- Duke Ellington Masters – 1971. (Quantum Leap QLDVD 0253)[33]
- „Right Out of Kansas City“ Arnvid Meyers Orkester 1959–1973 (Sundance Music STUCD 08102)[34]

### VHS
- Ben Webster in Hannover 1973 (Impro-Jazz IJ 506)[35]
- The Brute and The Beautiful. Documentary directed by John Jeremy. (Koch Entertainment, 1992) (110 min)[36]
- Big Ben. Ben Webster in Europe. Film von Johan van der Keuken/NL, 1967. (Rhapsody Films, 1990) (31 min)[37]
- Cab Calloway and His Orchestra “Hi-De-Ho”. (Milan Jazz Homevideo 791 286)[38]
- Jazz From Studio 61. (Video Jazz Masters 010KJ) (25 min) April 1959[39]
- Ben Webster im Marquee Club, London, December 1964[40]
- Teddy Wilson – On European Tour. (VIDJAZZ 24)[41]

In Robert Altmans Film „Kansas City“ aus dem Jahre 1996 wird Ben Webster von James Carter dargestellt.